# Melhania substricta
Melhania substricta är en malvaväxtart som beskrevs av Laurence J. Dorr. Melhania substricta ingår i släktet Melhania och familjen malvaväxter. Inga underarter finns listade i Catalogue of Life.